# 修道会
修道会（しゅうどうかい）は、キリスト教の西方教会における会（組織）。カトリック教会においては教皇庁の認可を受けて、誓願を済ませ、共同生活をする。会員は「修道者」（特に男性は「修道士」、女性は「修道女」）と呼ばれる。
なお、東方諸教会・正教会・聖公会・ルター派にも修道院制度は存在するが、前二者の東方教会には修道会制度は存在しない。

## 概要
男子修道会と女子修道会があり、活動形態によって、
- 観想修道会
- 托鉢修道会
- 教育修道会
- 宣教修道会
- 騎士修道会

などに分けられる。
初期の修道院は中世の修道院運動の中から発生し、創立者の霊性を保持しながら、次第に会則や組織を整えていった。それぞれの会はその使命、あるいはカリスマを持ち、その精神に従って活動している。
中世までの修道会は、祈祷を重視し、各日課の祈祷を全員で厳密に行っていたが、近世に入り宣教を主な目的としたイエズス会は会員に時祷の義務を免除した。また17世紀以降、とくに西ヨーロッパで、領主から独立した社会福祉団体が地元司教の保護のもとで女子修道会として立ち上げられる例が相次ぎ、サレジオ会等の教育修道会や宣教修道会の隆盛を見た。
なお、カトリックの修道会は、同じ信仰を持った教会内におけるグループであり、何か別の教義をもって対立しているわけではないため、日本語訳で時折みられる修道会の訳語、たとえばイエズス会のことを「イエズス教団」、「イエズス会派」などという言い方は正しいとはいえない。

## 主な修道会とその略称

### 男子修道会
- アトンメントのフランシスコ修道会　SA
- イエズス会　SJ
- イエズス・マリアの聖心会（英語版）　sscc
- オブレート会（英語版）　OMI
- カプチン・フランシスコ修道会　OFM.Cap
- カルメル修道会　OCD
- 厳律シトー会　O.Cist
- 聖クラレチアン宣教会　CMF
- 御受難修道会　CP
- コンベンツァル聖フランシスコ修道会　OFM.Conv
- サレジオ会 SDB
- 淳心会 CICM
- 神言修道会 SVD
- 聖アウグスチノ修道会　OSA
- 聖ヴィアトール修道会　CSV
- 聖スルピス会　SS
- 聖パウロ修道会　SSP
- 聖ベネディクト会　OSB
- ドミニコ会　OP
- フランシスコ会  OFM
- ラ・サール会  FSC
- マリア会  SM
- レデンプトール会  CSSR
- エスコラピオス修道会  SP

### 女子修道会
- 愛徳カルメル修道会　CCV
- イエスのカリタス修道女会　SCG
- イエスの小さい姉妹の友愛会　PS
- 援助マリア修道会（英語版）　OCN
- 大阪聖ヨゼフ宣教修道女会　CSMSJO
- 幼きイエス会（英語版）（旧サンモール修道会）　IJ
- オタワ愛徳修道女会　SCO
- お告げのマリア修道会　CMA
- 神の愛の宣教者会　MC
- カルメル修道会　OCD
- カロンデレットの聖ヨゼフ修道会（英語版）　CSJ
- キリスト・イエズスの宣教会　MCJ
- 桐生聖クララ会修道院
- 汚れなきマリア修道会　FMI
- けがれなき聖母の騎士聖フランシスコ修道女会
- 厳律シトー会　O.Cist
- 御聖体の宣教クララ修道会　MC
- コングレガシオン・ド・ノートルダム修道会　CND
- サレジアン・シスターズ　FMA
- 師イエズス修道女会　PDDM
- シャルトル聖パウロ修道女会　SPC
- 守護の天使の姉妹修道会　SAC
- ショファイユの幼きイエズス修道会　EJ
- 殉教者聖ゲオルギオのフランシスコ修道会（英語版）
- スピノラ修道女会　ADC
- 聖心会　RSCJ
- 聖心侍女修道会　ACI
- 聖心のウルスラ宣教女修道会（イタリア語版）
- 聖体奉仕会
- 聖ドミニコ女子修道会 DSRC
- 聖ビンセンシオ・ア・パウロの愛徳姉妹会 DCSVP
- 聖フランシスコ病院修道女会　HSSF
- 聖ベルナルド女子修道会　 BEC
- 聖ベネディクト女子修道院
- 聖母被昇天修道会　SASV
- 聖母奉献修道会　PM
- 聖マリア修道女会　ODN
- 聖マリアの汚れなき御心のフランシスコ姉妹会
- 聖マリアの無原罪教育宣教修道会　RCM
- 聖ヨゼフ修道会（英語版）　CSJ
- 聖霊奉侍布教修道女会(聖霊会)　SSpS
- 永久礼拝聖霊奉侍修道女会　SSpSAP
- 聖パウロ女子修道会　FSP
- 長崎純心聖母会　ICM
- ナミュール・ノートルダム修道女会（英語版）　SND
- パリ・ミッション女子会　ISME
- 福音の光修道会　SLE
- 福音史家聖ヨハネ布教修道会（ヨハネ会） SMSJ
- ベタニア修道女会
- ベリス・メルセス宣教修道女会 MMB
- ヌヴェール愛徳修道会（英語版）　SCN
- ノートルダム教育修道女会　SSND
- 無原罪聖母宣教女会　MIC
- マリアの宣教者フランシスコ修道会　FMM
- マリアの御心会　SDHM
- マリアの娘エスコラピアス修道女会　SchP
- マリア布教修道女会
- メリノール女子修道会　MM
- 善きサマリア人修道会（英語版）　SGS
- 善き牧者の愛徳聖母修道会　RGS
- レデンプトール宣教修道女会　MSsR
- 礼拝会　AASC
- レデンプトリスチン修道会 (厳律至聖贖罪主女子修道会)

### 宣教会
- 聖ザベリオ宣教会　SX
- パリ外国宣教会　MEP
- メリノール宣教会　MM